# Майкъл Типет
Майкъл Кемп Типет (на английски: Michael Kemp Tippett) е английски композитор.
Той е роден на 2 януари 1905 година в Ийсткоут, днес част от Лондон. През 1928 година получава бакалавърска степен от Кралския музикален колеж. Започва да публикува собствени композиции в навечерието на Втората световна война, а след нейния край придобива по-широка известност. Днес той е оценяван като един от най-значимите британски композитори на XX век, наред с Бенджамин Бритън.
Майкъл Типет умира на 8 януари 1998 година в Лондон.